# بوهدان شمیهلسکی
بوهدان شمیهلسکی (اوکراینی: Богдан Миколайович Шмигельський؛ زادهٔ ۲۱ دسامبر ۱۹۹۳) بازیکن فوتبال اهل اوکراین است.